# Thomas Watt Gregory

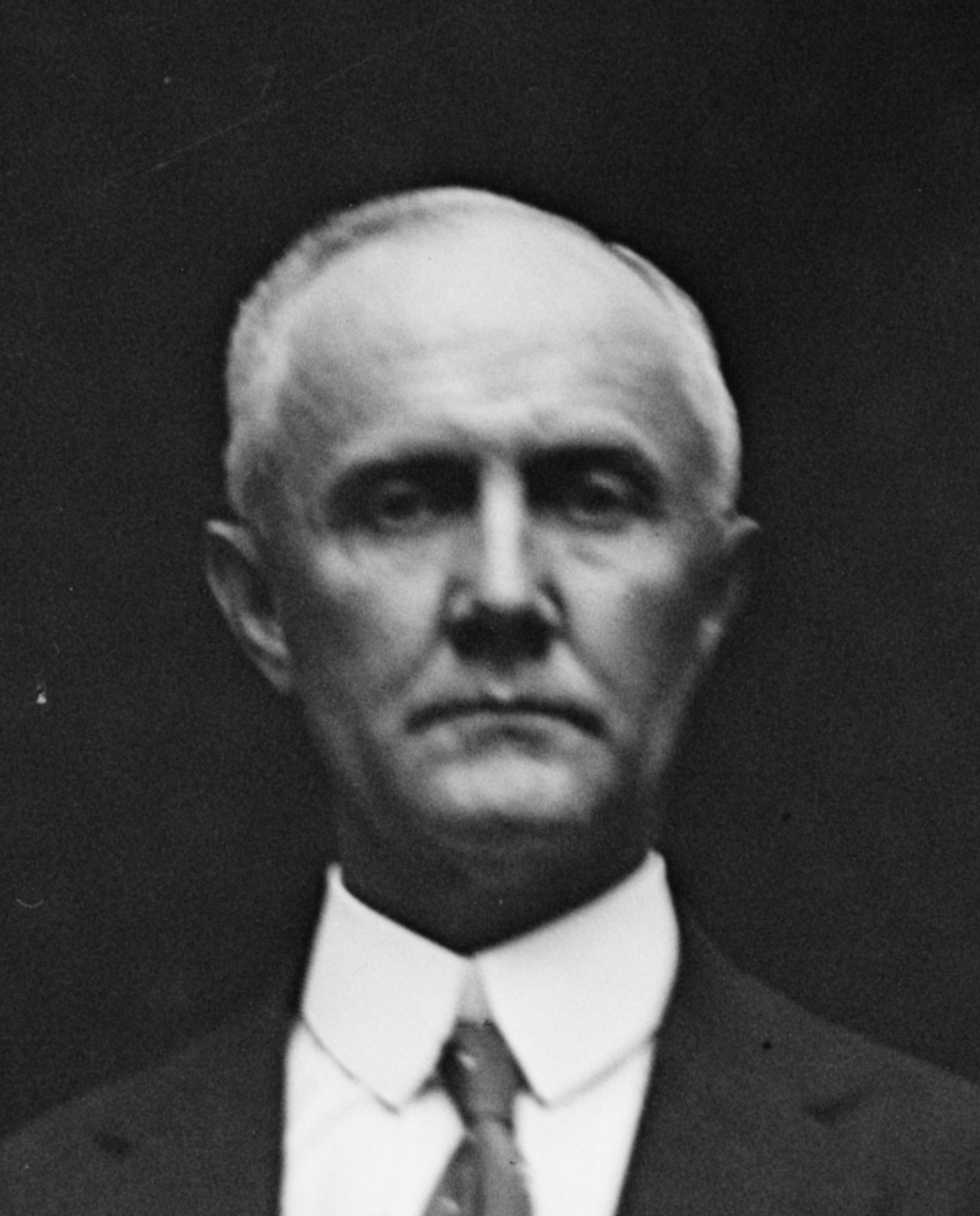
Thomas Watt Gregory

Thomas Watt Gregory (* 6. November 1861 in Crawfordsville, Mississippi; † 26. Februar 1933 in New York City) war ein US-amerikanischer Jurist und Politiker (Demokratische Partei), der dem Kabinett von US-Präsident Woodrow Wilson als Justizminister angehörte.

## Studium und berufliche Laufbahn
Nach einem allgemein bildenden Studium an der Southwestern Presbyterian University in Memphis sowie der University of Virginia, das er 1883 mit einem Bachelor of Arts (B.A.) beendete, studierte der Sohn eines Majors der Armee der Konföderierten Staaten und Farmers die Rechtswissenschaften an der University of Texas in Austin. Nach dem Abschluss als Bachelor of Laws (LL.B.) begann er 1885 eine Tätigkeit als Rechtsanwalt in Austin.
Von 1891 bis 1894 war er Stellvertretender Staatsanwalt von Austin. 1892 lehnte er die Ernennung zum Stellvertretenden Justizminister (Assistent Attorney General) von Texas ebenso ab wie vier Jahre später die Berufung zum Richter am Staatsgericht von Texas. Während dieser Zeit lernte er auch den späteren Berater von Präsident Woodrow Wilson, Colonel Edward Mandell House, kennen.
Später war er auch von 1899 bis 1907 Mitglied des Aufsichtsrates der University of Texas. Zwischen 1928 und 1930 war er schließlich auch Vorsitzender der Vereinigung der ehemaligen Studenten. Als solcher organisierte er insbesondere die Sammlung von Spenden für den Neubau von Universitätsgebäuden. Ihm zu Ehren wurde 1930 die neu gebaute Sporthalle der Universität in Gregory Gymnasium benannt.

## Politische Laufbahn

### Justizminister unter Präsident Wilson und Erster Weltkrieg
Gregory begann seine politische Laufbahn als Delegierter zur Democratic National Convention in den Jahren 1904 und 1912. Er wurde 1913 zum Sonderassistenten des Justizministers ernannt, um die Untersuchungen und Verfahren gegen die New York, New Haven and Hartford Railroad zu leiten, auf deren Strecke es zu einem Zusammenstoß von zwei Zügen mit 21 Toten kam.
Am 29. August 1914 berief ihn Präsident Wilson als Nachfolger von Attorney General James C. McReynolds in sein Kabinett. Trotz eines fortschreitenden Engagements zu progressiven Reformen aufgrund des Wahlprogramms von Wilson erregten seine Auftritte als Justizminister enorme Kontroversen wegen seiner engen Zusammenarbeit mit dem damaligen Postminister Albert S. Burleson. Zusammen mit Burleson und anderen leitete er eine Kampagne ein, um die innenpolitischen Meinungsverschiedenheiten während des Ersten Weltkrieges zu zerstören. Als Justizminister war er 1917 Mitautor des Spionagegesetzes (Espionage Act), das zu einer Einschränkung der Redefreiheit und Pressefreiheit führte. Außerdem ermutigte er eine außerhalb des Rechts stehende Beobachtung und Strafverfolgung von mehr als 2000 Kriegsgegnern durch die American Protective League und das Bureau of Investigation, den Vorläufer des FBI.
Als ihn Wilson 1916 zum Richter am United States Supreme Court berufen wollte, lehnte er dieses wegen seines missglückten Hearings im Senat, seines Wunsches zur weiteren Unterstützung von Wilson im Wahlkampf sowie nicht zuletzt deswegen ab, weil es sich selbst nicht als Richter sah.
Am 4. März 1919 trat er auf Wunsch des Präsidenten von seinem Amt als Justizminister zurück und wurde als solcher durch Alexander Mitchell Palmer abgelöst. Hintergrund seines Rücktritts war insbesondere der Wunsch Wilsons, dass der Justizminister Friedensverhandlungen nach dem Ende des Ersten Weltkrieges führen sollte, was aufgrund des vorherigen Verhalten Gregorys gegen Kriegsgegner und Pazifisten nicht möglich erschien.

### Spätere Ämter
Im Anschluss daran war er 1919 und 1920 Mitglied einer von Wilson einberufenen Industriekonferenz. Außerdem war er Berater von Wilson bei den Verhandlungen zum Friedensvertrag von Versailles vom 28. Juni 1919. Er verstarb auf dem Weg zu einer Konferenz mit Franklin D. Roosevelt in New York City an einer Lungenentzündung.